# AGL Energy
AGL Energy — один из крупнейших в Австралии продавцов природного газа и электрической энергии на розничном рынке страны. Штаб-квартира компании расположена в Сиднее, Австралия.